# Gaoqing

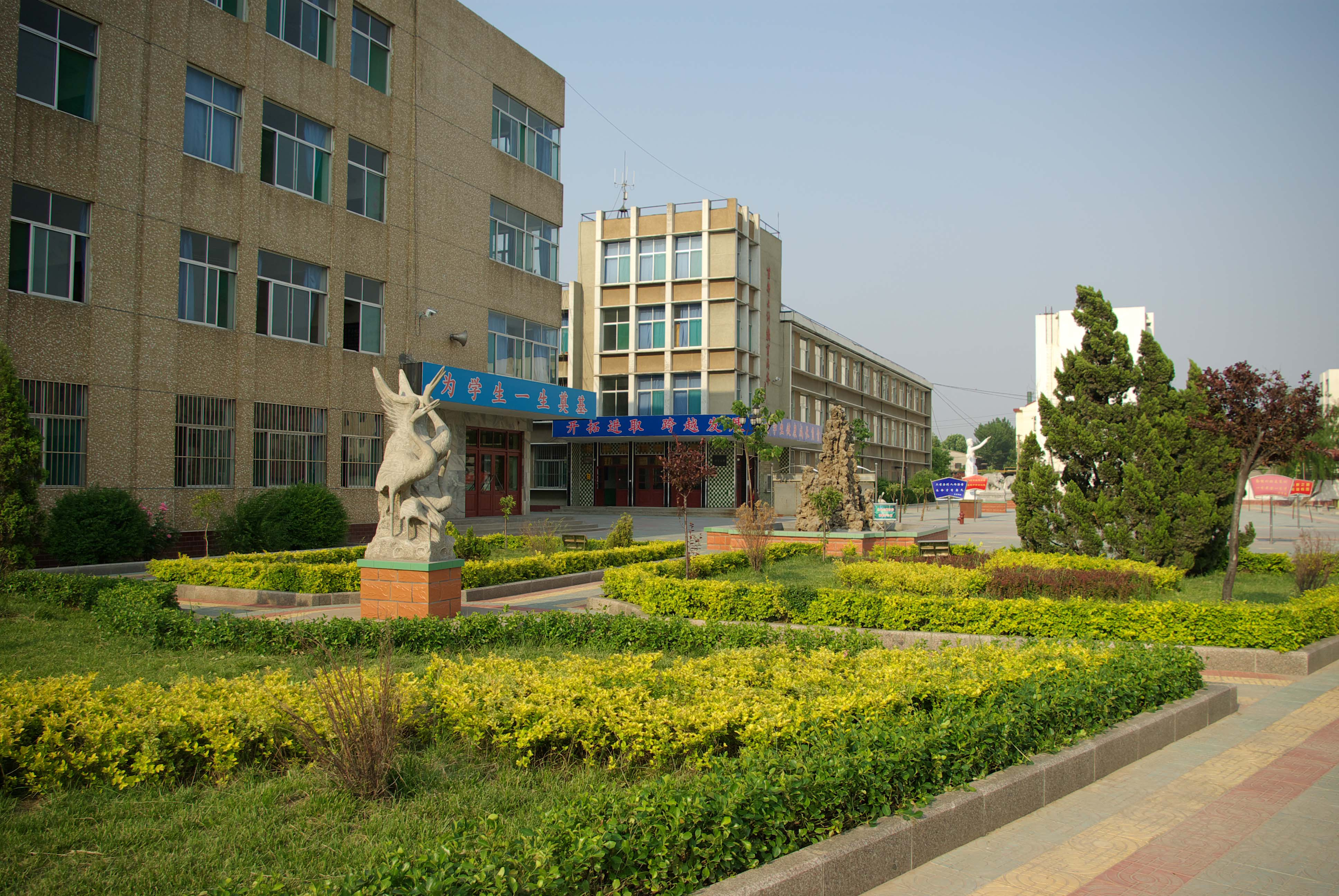
Schule im Kreis Gaoqing

Der Kreis Gaoqing (chinesisch 高青县, Pinyin Gāoqīng Xiàn) ist ein Kreis in  der chinesischen Provinz Shandong. Er gehört zum Verwaltungsgebiet der bezirksfreien Stadt Zibo. Gaoqing hat eine Fläche von 831 km² und zählt 347.867 Einwohner (Stand: Zensus 2010). Sein Hauptort ist die Großgemeinde Tianzhen (田镇镇).

## Administrative Gliederung
Auf Gemeindeebene setzt sich der Kreis aus neun Großgemeinden zusammen. 